# Ramosmania rodriguesii
Ramosmania rodriguesi (лат.), широко известное под обиходным названием «кофейный каштан»  — кустарник или небольшое дерево, эндемик острова Родригес в Индийском океане. Растение имеет средний размер, высотой около1,5–1,8м и имеет белые пятилепестковые цветки в форме звезды. Его французское название – café marron переводится как «коричневый кофе». Вид считался вымершим до 1979 года, а после находится на грани вымирания в дикой природе. До 2003 года его не удавалось размножить в ботанических садах, пока Карлос Магдалена не разработал технологию выращивания.   

## Описание

### Морфология
Внешний вид молодого растения резко отличается от взрослого, что, вероятно, служит защитой от поедания хищниками до того, как оно достигнет зрелости и сможет размножаться. Вид также гетерофиллен, что означает, — это означает, что на нижней части растения растут ювенильные листья, а на верхней — взрослые.
У молодых (ювенильны) листьев Ramosmania rodriguesi верхушка тупая, закруглённая, тогда как у зрелых листьев она округлая, почти усечённая. Исследователи выдвинули гипотезу, что в ответ на хищничество гигантских черепах молодые листья вида эволюционировали, чтобы казаться темнее и, следовательно, менее привлекательными или заметными для черепах. Когда растение достигает высоты, недоступных для черепах, листья меняют внешний вид. у R. rodriguesi средняя жилка листа гладкая, в отличие от её волосистой у близкородственного вида Ramosmania heterophylla. 

Лепестки цветка образуют воронковидную кожистую трубку длиной около 1 см. Плод растения тонкий и вытянутый. Кроме того,  
- Молодое растение с узкими тёмными листьями
- Подращённое растение с зелёными листьями
- Растение на стадии цветения с широкими зелёными листьями

### Генетика
Диплоидное число хромосом составляет 2n = 22. 

## Жизненный цикл
Растение опыляется молью, в то время как родригесские летучие лисицы разносят семена. Эти животные находятся под меньшей угрозой исчезновения, чем R. rodriguesi, поэтому их численность не должна стать проблемой при реинтродукции вида в дикую природу Родригеса. У R. rodriguesi женские цветки развиваются после мужских, что указывает на протандричность растения (сначала созревают мужские органы). 

### Условия произрастания
R. rodriguesi может выживать только при тропических температурах 19–23°C при влажности 70–80%. Растения не проявляют выраженного предпочтения к свету или тени, однако цветение чаще происходит в затенённых условиях. 

## История
Вид считался вымершим, пока в 1979 году один школьник не заметил единственное уцелевшее дерево. До этого момента была вид был известен только по одному ботаническому описанию, датируемому 1800-ми годами. Учитель показал ему рисунок растения, и он узнал его. Единственное изображение растения было сделано в 1877 году европейцем, проезжавшим через Родригес. К 1950-м годам вид считался вымершим из-за давления, возникшего во время колонизации острова (козы, инвазивные виды и т. д.). Ученик принёс учителю черенок, который действительно было образцом Ramosmania rodriguesi. Новость о растении быстро распространилась. Оно привлекло к себе много внимания, и не всегда положительное: местные жители стали собирать ветви из-за местного поверь в их целебности. 
В 1970-х годах был найден экземпляр, от которого взяли черенки и отправили в ботанический сад Кью. Хотя растение регулярно цвело, оно не давало семян, пока садовник Карлос Магдалена не обнаружил способ заставить мужское растение образовывать женские цветки.  В ходе экспериментов с цветками было обнаружено, что, отрезав верхушку рыльца и поместив пыльцу непосредственно на ранку, можно стимулировать оплодотворение и плодоношение.
Получившееся потомство было совсем не похоже на взрослое растение. В то время как у взрослого растения листья круглые, зелёные, молодые растения были коричневатыми и копьевидными. Это было довольно загадочно, но не так уж и удивительно, поскольку незрелая стадия этого кустарника была неизвестна науке.
В 1998 году Ramosmania rodriguesi была признана видом, находящимся под критической угрозой исчезновения. 
В 2003 году кофейный каштан дал свой первый плод с жизнеспособными семенами. С тех пор медленно, но стабильно предпринимаются усилия по выращиванию новых деревьев и ускорению процесса опыления. 
К 2010 году на острове Родригес успешно проросло 300 семян, что вселяет надежду на то, что этот вид когда-нибудь снова сможет существовать в дикой природе.

## Таксономия
R. rodriguesi относится к тому же семейству Мареновых, что и ныне вымерший R. heterophylla, который раньше произрастал на острове Родригес. Д.Д. Тирвенгадум изначально считал, что R. heterophylla и R. rodriguesi — один и тот же вид, пока не заметил, что форма листьев R. rodriguesi «эллиптическая, тупоконечная» по сравнению с листьями R. heterophylla. 

## Угрозы
Наиболее распространенными угрозами для вида являются хищники, браконьерство, вредители и потеря среды обитания. Гигантские черепахи являются основными хищниками R. rodriguesi и они питаются молодыми, низко висящими листьями. Другими известными хищниками был потомок додо, родригесский дронт (Pezophaps solitaria), и остаются козы. Браконьерство также наносит огромный вред виду. Городская легенда, связанная с растением, значительно способствовала количеству браконьерства, поскольку люди хотели использовать его для лечения похмелья и заболеваний печени. Мучнистые червецы являются известными вредителями Ramosmania rodriguesi, однако в небольшом количестве они не наносят растению вреда. Проблемы возникают при массовом заражении, которое нарушает нормальное развитие растения. 

## Городская легенда
Многие жители острова Родригес верили, что Ramosmania rodriguesi способна лечить венерические заболевания и снимать похмелье. Именно из-за этой веры растение получило народное название — café marron («коричневый кофе»). В результате люди массово срезали с него части для использования в лечебных целях, что мешало растению нормально расти и размножаться, и в значительной степени способствовало его исчезновению.